# 林家染三
林家 染三（はやしや そめざ 下記の3代目のみ そめぞう）は上方落語の名跡。幕末から存在する古い名跡。本名・秋山三郎の染三を3代目とする説が有力。
- 初代林家染三 - 詳細不明

## 2代目
二代目 林家 染三（1890年 - 1944年8月12日）は、落語家。本名∶則包 長太郎。

### 経歴
1912年に二代目林家染丸の門で染三を名乗る。後に師匠と背を向け大八会に参加し10年近く二流の寄席で修行した。後に同会派の幹部にまで登りつめる。
大正の末に吉本興業に招かれ、若手の勉強会、「民衆落語研究会」、「花月ピクニック」の同人となるなど活動していたが、1929年に吉本の落語家に対する経営方針に嫌気をさし脱退しフリーでラジオなどに出ていた。
戦時中は五代目笑福亭松鶴率いる「楽語荘」の同人として行動を共にした。また、三代目桂梅枝の養子になっていた時期もある。

### 芸風
線が太く素直で荒削りと評された。得意ネタは「片袖」「志ん猫」などが得意とした。

### 弟子
後に漫才に転向した流行亭歌麿

## 3代目
三代目 林家 染三（はやしや そめぞう、1926年10月8日 - 2012年6月12日）は、落語家。本名∶秋山 三郎。

### 経歴
海軍第十四期甲予科練出身。噺家になる以前はアコーディオンを学んだ。1958年6月に贔屓筋だった三代目林家染丸に入門し染蔵を名乗る。その後、改字して染三とした。初舞台は1960年の千日劇場。その後「上方落語総合研究会」（関西落語文芸協会の前身）という会を弟子たちと共に発足。
当時、上方落語協会会長だった六代目笑福亭松鶴との確執があったため協会を脱退し、関西落語文芸協会を設立している。落語活動のほかに江戸時代の噺本の復刻にも力を入れた。
2000年頃まで西成区の「てんのじ村」で落語教室を開設し、落語家志願者を募っていたが、近年は体調面の不安からあまり活動はしていなかった。2012年6月12日に肺炎で死去。85歳没
。

### 弟子
- 林家三六 - 岡八郎門下となり漫才師に転向
- 林家三喜 - 岡八郎門下となり漫才師に転向
- 林家じゅん - 女性
- 初代林家レモン - 元ミス日本のミス着物に選ばれている
- 二代目林家レモン
- 林家リボン
- 林家さん馬 - 漫才師に転向
- 林家さん生 - 五代目桂文枝門下に移籍
- 林家さん二 - 二代目露の五郎兵衛門下に移籍
- 林家大染 - 上岡龍太郎門下で漫談家に転向
- 林家三太
- 林家三笑 - 林家流どじょうすくい家元
- 林家染之助

ほとんどの弟子は、染三による落語教室の門下生という意味合いも強く、いわばセミプロのような存在であった。他門下に移籍した者、漫才など他の道を歩んだ者を除き、現在も染三の弟子で活動しているのは林家三笑のみである。